# PAX8
PAX8 (англ. Paired box 8) – білок, який кодується однойменним геном, розташованим у людей на короткому плечі 2-ї хромосоми.  Довжина поліпептидного ланцюга білка становить 450 амінокислот, а молекулярна маса — 48 218.
| 10         |  | 20         |  | 30         |  | 40         |  | 50         |
| ---------- |  | ---------- |  | ---------- |  | ---------- |  | ---------- |
| MPHNSIRSGH |  | GGLNQLGGAF |  | VNGRPLPEVV |  | RQRIVDLAHQ |  | GVRPCDISRQ |
| LRVSHGCVSK |  | ILGRYYETGS |  | IRPGVIGGSK |  | PKVATPKVVE |  | KIGDYKRQNP |
| TMFAWEIRDR |  | LLAEGVCDND |  | TVPSVSSINR |  | IIRTKVQQPF |  | NLPMDSCVAT |
| KSLSPGHTLI |  | PSSAVTPPES |  | PQSDSLGSTY |  | SINGLLGIAQ |  | PGSDKRKMDD |
| SDQDSCRLSI |  | DSQSSSSGPR |  | KHLRTDAFSQ |  | HHLEPLECPF |  | ERQHYPEAYA |
| SPSHTKGEQG |  | LYPLPLLNST |  | LDDGKATLTP |  | SNTPLGRNLS |  | THQTYPVVAD |
| PHSPFAIKQE |  | TPEVSSSSST |  | PSSLSSSAFL |  | DLQQVGSGVP |  | PFNAFPHAAS |
| VYGQFTGQAL |  | LSGREMVGPT |  | LPGYPPHIPT |  | SGQGSYASSA |  | IAGMVAGSEY |
| SGNAYGHTPY |  | SSYSEAWRFP |  | NSSLLSSPYY |  | YSSTSRPSAP |  | PTTATAFDHL |
|            |  |            |  |            |  |            |  |            |

A: Аланін

C: Цистеїн

D: Аспарагінова кислота

E: Глутамінова кислота

F: Фенілаланін

G: Гліцин

H: Гістидин

I: Ізолейцин

K: Лізин

L: Лейцин

M: Метіонін

N: Аспарагін

P: Пролін

Q: Глутамін

R: Аргінін

S: Серин

T: Треонін

V: Валін

W: Триптофан

Кодований геном білок за функціями належить до білків розвитку, фосфопротеїнів. 
Задіяний у таких біологічних процесах як транскрипція, регуляція транскрипції, диференціація, поліморфізм, альтернативний сплайсинг. 
Білок має сайт для зв'язування з ДНК. 
Локалізований у ядрі.